# Climat de l'Isère
Le climat de l'Isère, principalement en fonction de la saison et du relief (plaines, vallées, montagnes) est très varié.
Dans le Nord-Isère, on peut parler d'un climat continental avec de très légères influences venant du sud (léger creux pluviométrique en été et en hiver et fortes précipitations au printemps et en automne). Il neige beaucoup en hiver, notamment dans les terres froides et les étés sont chauds, venteux et quelque peu secs.
Au sud et à l'ouest on peut parler d'un climat continental chaud avec des influences méditerranéennes (étés et hivers secs, intersaisons très pluvieuses) tandis que l'est de l'Isère est concerné par un climat montagnard.

## Caractère général du climat de l'Isère
À l'extrémité ouest de la chaine alpine, à quelques centaines de kilomètres des façades atlantique et méditerranéenne, le département subit le flux atlantique et ses perturbations mais de façon un peu moins constante que beaucoup de régions françaises à cause de l'éloignement de l'océan et de « l'écran » du Massif Central vers l'ouest. Le département est d'autre part quelque peu "protégé" par le massif alpin des vents froids qui viennent de l'est ou du nord-est. À cause de tous ces facteurs et par sa latitude moyenne (45e parallèle), l'Isère présente un climat tempéré contrasté, d'une saison à l'autre, mais aussi parfois d'un jour à l'autre, contrasté certes mais pas extrême, et malgré la vigueur du relief qui multiplie les conditions particulières, aucun record français, chaleur, froid, pluie, sécheresse ou vent n'y a été enregistré.
Du fait du relief et des grandes différences d'altitude, moins de 200 m en vallée du Rhone et plus de 4 000 m dans le massif des Écrins, le climat est très contrasté suivant l'altitude bien sur mais aussi selon l'exposition qui joue un grand rôle. En illustration de ces contrastes, à 40 km de distance seulement on peut noter la différence de température annuelle entre Saint Martin d'Hères (212 m) et Villard de Lans (1 050 m), 4,6 °C, qui est à peu près la même que la différence de température annuelle entre Lille et Arles.
À cause des montagnes, les précipitations sont abondantes, même à basse altitude et vont de 840 mm par an en vallée du Rhône (Vienne) à 2 000 mm par an à Saint Pierre de Chartreuse.
Les pluies sont apportées majoritairement par les perturbations atlantiques (en toutes saisons) et dans une moindre mesure par les dépressions méditerranéennes (surtout en automne). À Grenoble, les pluies sont réparties très uniformément selon les saisons avec une très légère dominance des pluies d'automne. Dans le nord-ouest du département ce sont plutôt les pluies de printemps et d'automne qui dominent avec relative sécheresse en été et plus encore en hiver. Dans le sud du département, la répartition est assez uniforme avec des précipitations d'automne et d'hiver qui sont prépondérantes et une relative sécheresse d'été.
L'enneigement est modeste à basse altitude, record de 47 cm en 1946 à Grenoble à 212 m, à peine plus que pour les villes françaises de plaine. Il devient vite fort dès que l'on gagne en altitude, surtout dans les Préalpes, avec un record de 310 cm en 1970 au col de Porte à 1 325 m.
Il n'y a qu'un seul point de mesure officiel de l'ensoleillement dans le département, l'aéroport de Saint Geoirs qui enregistre 2 080 heures de soleil annuel. Cependant, d'après les cartes émises par Météo-France et d'après les relevés de la station de Lyon, on peut estimer que l'ensoleillement annuel moyen va croissant du nord au sud de l'Isère, il passerait de 2 000 heures environ à proximité des plaines lyonnaises à environ 2 500 heures en Matheysine-Trièves.[réf. nécessaire]

### Hiver
À cause de son relatif éloignement des façades maritimes, même en plaine les hivers isérois sont plutôt froids par rapport à ceux du reste de la France. Cependant, à basse altitude, ils sont un peu plus courts et légèrement moins excessifs que les hivers des départements du nord-est par exemple.
Cela dit, la plaine de Bièvre où se trouve l'aéroport de Grenoble Saint-Geoirs est l'un des secteurs de plaine les plus froids de France en hiver, surtout lors des nuits dégagées avec de la neige au sol. La température a plongé à −27,1 °C le 3 janvier 1971, puis rebelotte avec −20,2 °C le 30 décembre 2005 et encore −19,4 °C le 5 février 2012. Ces températures extrêmes soulignent en fait la disposition de la plaine de la Bièvre, semblable à une combe coincée entre les Terres froides au nord et le plateau de Chambaran au sud.
Avec l'altitude, la durée du froid s'allonge, bien sûr, et la température s'abaisse mais surtout la neige et le vent s'intensifient. Les températures moyennes en janvier à Grenoble varient entre −1,3 °C le matin et 6,2 °C l'après-midi (valeurs calculées pendant la période 1971-2000). Les 10 premiers jours de janvier sont les plus froids (les températures moyennes varient de −1,9 °C à 5,4 °C). Les précipitations moyennes en hiver sont de 244,6 mm à Grenoble, soit 24 % des précipitations moyennes annuelles. En hiver, la moitié sud-est du département, surtout les reliefs, est plus ensoleillée que le nord-Isère souvent soumis aux brouillards.

### Printemps
Assez précoce dans les vallées abritées, le printemps est plus long à s'installer en altitude. En avril, la température moyenne à Grenoble varie entre 5,3 °C le matin et 16,9 °C l'après-midi. En montagne, les orages de convection commencent le plus souvent à sévir en mai. Les précipitations printanières sont de 240,9 mm à Grenoble, soit 24 % des précipitations moyennes annuelles.

### Été
Du fait de l'éloignement de l'océan et de sa situation dans la moitié sud de la France, à basse altitude l'Isère a des étés bien marqués, les épisodes chauds et ensoleillés alternent avec des irruptions d'air atlantique qui se traduisent par des orages rafraichissants. Dans les massifs, les étés fraîchissent assez rapidement avec l'altitude et l'ensoleillement diminue du fait des fréquents cumulus l'après-midi devenant souvent orageux en soirée. Le mois le plus chaud à Grenoble est le mois de juillet (températures moyennes de 14,8 °C à 27,9 °C). Les précipitations estivales sont de 236,7 mm à Grenoble, soit 24 % des précipitations moyennes annuelles.
La température en été est très variable, on peut avoir un climat relativement chaud de 26 à 30 °C, avec des périodes de canicule à près de 35 °C, car Grenoble est placée dans une « cuvette » où la chaleur et la pollution se condensent l'air ne circule pas, en cas d'anticyclone, du fait de sa ceinture de montagne avec des sommets à près de 2 000 m. Du jour au lendemain il peut faire très frais, puis passer à des températures automnales aux environs de 15 °C très rapidement.

### Automne
Bien que l'automne en Isère soit assez pluvieux, septembre et octobre sont les mois les plus propices à la balade en montagne, avec la température qui reste longtemps clémente au cours des belles journées ensoleillées et les orages de fin de journée qui disparaissent. La température moyenne à Grenoble en octobre varie de 7,5 °C le matin à 17,4 °C l'après-midi. Les précipitations automnales sont de 281 mm à Grenoble, soit 28 % des précipitations annuelles.

## Unités climatiques de l'Isère
Les principaux domaines climatique existant dans le département sont fortement liés au relief:
- La moitié nord-ouest est formée de plaines à l'ambiance tempérée, de bas plateaux et de collines un peu plus rudes. Du fait du relief peu accentué, les masses d'air venues du nord et du sud circulent aisément. Les températures nocturnes sont assez fraiches à proximité des massifs. Se rattachent à cet ensemble le Plateau de Crémieu, les Terres Froides, le Chambaran, la Bourbre, la Bièvre, le Bas Grésivaudan, les Balmes viennoises et la Vallée du Rhône. La moitié sud-est, beaucoup plus cloisonnée, est formée de hauts massifs alpins au climat montagnard, rude en altitude. Ces massifs encadrent des vallées et dépressions dont l'altitude peut s'abaisser jusqu'à 200 m, au climat abrité et tempéré. Cette zone comprend les Préalpes, le Trièves, Belledonne, les Écrins et les vallées alpines.

### Plateau de Crémieu
Le plateau de Crémieu se situe à l'extrême nord du département. Son climat se distingue des autres unités climatiques iséroises notamment par un nombre de jours sans dégel en hiver légèrement plus élevé que dans le sud du département. Cela s'explique en partie par le brouillard plus persistant dans cette partie de l'Isère et également par l'altitude (environ 400 m sur le plateau). Le plateau de Crémieu reçoit les perturbations atlantiques en légère avance de phase par rapport au sud du département. Concrètement cela veut dire que le redoux, par vent d'ouest, aura quelques heures d'avance sur les vallées alpines.

### Vallée du Rhône
Largement ouverte vers le nord et le sud, elle connait le phénomène bien connu du Mistral, vent du nord accéléré par effet de tuyère et de couloir entre le Massif Central et les Alpes. C'est aussi une zone d'affrontement privilégiée où se trouvent canalisés l'air méditerranéen, doux et humide et l'air plus froid qui vient du nord, ce conflit donne parfois lieu à des précipitations particulièrement intenses, orages en été et en automne, neige en hiver.

### Terres Froides
Zone de collines prolongeant vers l'ouest le massif de la Chartreuse et culminant à 800 m environ, les Terres froides, bien que d'altitude modeste, connaissent un nombre assez élevés de jours de gel, neige et brouillard.
L'aéroport de Grenoble-Alpes-Isère possède une station située à 384 m d'altitude dont le climat est assez représentatif de cette zone. Cette station a un climat continental mais selon la classification de Köppen la température moyenne du mois le plus froid (janvier) est supérieure à 0 °C ce qui place cette dernière en climat océanique (Köppen: Cfb) avec, paradoxalement un record de chaleur à 39,5 °C le 13 août 2003 et un record de froid à −27,1 °C le 3 janvier 1971. Des records extrêmes, bien loin des records attendus dans un climat océanique classique ce qui fait réfléchir quant aux seuils à fixer pour délimiter les climats continentaux des climats océaniques. La température moyenne annuelle est de 10,9 °C.
| Mois                              | jan.  | fév.  | mars  | avril | mai  | juin | jui. | août | sep.  | oct.  | nov.  | déc.  | année |
| --------------------------------- | ----- | ----- | ----- | ----- | ---- | ---- | ---- | ---- | ----- | ----- | ----- | ----- | ----- |
| Température minimale moyenne (°C) | −1,2  | 0     | 1,8   | 4     | 8,4  | 11,5 | 13,7 | 13,7 | 10,6  | 7,2   | 2,4   | 0,2   | 6,1   |
| Température moyenne (°C)          | 2,2   | 3,9   | 6,7   | 9,2   | 13,9 | 17,1 | 19,9 | 19,8 | 16,1  | 11,7  | 6,1   | 3,5   | 10,9  |
| Température maximale moyenne (°C) | 5,7   | 7,7   | 11,5  | 14,3  | 19,3 | 22,6 | 26   | 25,8 | 21,6  | 16,2  | 9,8   | 6,7   | 15,6  |
| Record de froid (°C)              | −27,1 | −19,4 | −18,2 | −7,9  | −2,8 | 2,1  | 4,8  | 3,8  | −1,2  | −5,3  | −10,9 | −20,2 | −27,1 |
| Record de chaleur (°C)            | 17,3  | 20,7  | 25,3  | 28    | 31,4 | 37   | 38,3 | 39,5 | 33,6  | 28,1  | 24,8  | 19,5  | 39,5  |
| Précipitations (mm)               | 65,4  | 61    | 74,3  | 85,7  | 97,5 | 86   | 62,6 | 62,4 | 105,5 | 102,2 | 83,5  | 66,6  | 952,7 |

| Mois                              | jan. | fév. | mars | avril | mai | juin | jui. | août | sep. | oct. | nov. | déc. | année |
| --------------------------------- | ---- | ---- | ---- | ----- | --- | ---- | ---- | ---- | ---- | ---- | ---- | ---- | ----- |
| Température minimale moyenne (°C) | −2   | 0    | 1    | 3     | 7   | 11   | 13   | 13   | 9    | 6    | 2    | −1   | 5,2   |
| Température maximale moyenne (°C) | 5    | 8    | 10   | 14    | 18  | 22   | 25   | 24   | 21   | 16   | 10   | 6    | 14,9  |
| Record de froid (°C)              | −27  | −17  | −16  | −5    | −2  | 5    | 4    | 6    | −1   | −11  | −7   | −17  | −27   |
| Record de chaleur (°C)            | 17   | 18   | 23   | 26    | 29  | 32   | 34   | 34   | 30   | 28   | 25   | 17   | 34    |
| Précipitations (mm)               | 60   | 70   | 70   | 70    | 80  | 90   | 60   | 100  | 100  | 80   | 90   | 80   | 950   |

Le second tableau qui a été établi au même endroit avant 1986
montre des températures plus fraîches de l'ordre de 1 K comparées au premier tableau et donc tend à montrer un phénomène de réchauffement climatique.

### Climat despréalpes
La Chartreuse et le Vercors sont les premiers massifs des Alpes que rencontrent les perturbations atlantiques. La pluviométrie y est marquée, et de manière plus accentuée en Chartreuse que dans le Vercors. Il tombe ainsi plus de 2 mètres d'eau par an près de la Grande Chartreuse, contre moitié moins en vallée du Grésivaudan par exemple. La conformation du Vercors en hauts plateaux amène des minima nocturnes souvent plus bas qu'en Chartreuse à altitude égale.

### Climat des TerritoiresMatheysine-Trièves
La Matheysine, le Trièves, zone de moyenne montagne entourée de massifs élevés, quelque peu abritée des flux d'ouest par le Vercors est une des parties de l'Isère les plus méridionale. Comme les Écrins, ces régions, à pluviosité plus réduite connaissent un climat de transition entre les Alpes du Nord humides et les Alpes du Sud relativement sèches.

### Climat desÉcrins
Plus haut massif de l'Isère, avec des sommets frôlant ou dépassant les 4 000 mètres, les Écrins sont à la fois relativement secs (les précipitations venant de l'ouest tombant d'abord sur la chaîne de Belledonne et les préalpes) et très froids en raison de l'altitude. C'est aussi le seul endroit de l'Isère où l'on trouve des glaciers à zone d'accumulation franche : on considère en effet qu'au-dessus de 3 800 mètres d'altitude, la pluie est un phénomène rare, toutes les précipitations tombant sous forme de neige.
Au sud-est d'Auris, le climat se rapproche franchement de celui des Hautes-Alpes et des Alpes du Sud. Les épicéas laissent peu à peu la place aux Mélèzes. Le massif des Écrins, culminant à 4 102 m à la Barre des Écrins, peut connaitre des températures supérieures à 0 °C lors des journées d'été les plus chaudes.

### La cluse de Voreppe
La cluse de Voreppe est orientée sud-est nord-ouest. Le vent souffle principalement du nord-ouest vers le sud-est. Témoins de cette fréquence, certains arbres de cette vallée jusqu'aux portes de Grenoble sont d'ailleurs inclinés vers le sud-est.

### Le Haut Grésivaudan
Le Grésivaudan est orienté sud-ouest nord-est. Le vent y est beaucoup moins fréquent que dans la cluse de Voreppe. En particulier, les contreforts de la Chartreuse sont protégés du vent de nord et du vent d'ouest. Le seul vent qui peut y souffler fortement, hors les rafales orageuses, est le vent de sud-ouest surtout présent en automne et en hiver, il est souvent associé à un effet de foehn amenant une élévation de la température spectaculaire. En hiver, à l'abri des vents du nord, les coups de froid y sont souvent moins sévères qu'à l'ouest du département, par contre les redoux océaniques sont plus longs à se faire sentir.
Les données moyennes de Saint-Martin-d'Hères, 212 m, peuvent illustrer le climat du Grésivaudan. De même qu'à Saint-Geoirs, le climat est de type Cfb avec une température moyenne annuelle de 11,9 °C sur la période 1971-2000. Le record de froid y est de −20,3 °C en janvier 1971.
| Mois                              | jan.  | fév. | mars  | avril | mai  | juin | jui. | août | sep. | oct. | nov. | déc.  | année |
| --------------------------------- | ----- | ---- | ----- | ----- | ---- | ---- | ---- | ---- | ---- | ---- | ---- | ----- | ----- |
| Température minimale moyenne (°C) | −1,3  | 0,1  | 2,5   | 5,3   | 9,6  | 12,6 | 14,8 | 14,5 | 11,4 | 7,5  | 2,5  | −0,2  | 6,6   |
| Température moyenne (°C)          | 2,4   | 4,6  | 8,1   | 11,1  | 15,7 | 18,7 | 21,3 | 21   | 17,3 | 12,4 | 6,5  | 3,3   | 11,9  |
| Température maximale moyenne (°C) | 6,2   | 9    | 13,7  | 16,9  | 21,8 | 24,8 | 27,9 | 27,4 | 23,2 | 17,4 | 10,5 | 6,8   | 17,1  |
| Record de froid (°C)              | −20,3 | −20  | −11,9 | −3,6  | −0,6 | 2,6  | 5,9  | 5,6  | 1,6  | −4,2 | −9,1 | −15,4 | −20,4 |
| Record de chaleur (°C)            | 19,1  | 23,4 | 27,2  | 30,2  | 33,2 | 35,3 | 39,4 | 38,2 | 34   | 31,3 | 26,7 | 22,9  | 39,4  |
| Précipitations (mm)               | 83,5  | 79,3 | 78,1  | 80,1  | 82,7 | 85,7 | 72,2 | 78,8 | 98,8 | 94   | 92,1 | 81,8  | 1 008 |

| Mois                              | jan. | fév. | mars | avril | mai | juin | jui. | août | sep. | oct. | nov. | déc. | année |
| --------------------------------- | ---- | ---- | ---- | ----- | --- | ---- | ---- | ---- | ---- | ---- | ---- | ---- | ----- |
| Température minimale moyenne (°C) | −2   | 0    | 2    | 5     | 9   | 12   | 14   | 14   | 11   | 7    | 3    | −1   | 6,2   |
| Température maximale moyenne (°C) | 6    | 8    | 12   | 16    | 20  | 23   | 26   | 25   | 22   | 17   | 10   | 6    | 16    |
| Record de froid (°C)              | −19  | −20  | −7   | −4    | 0   | 3    | 6    | 6    | 2    | −3   | −7   | −15  | −20   |
| Record de chaleur (°C)            | 19   | 22   | 24   | 26    | 33  | 34   | 38   | 36   | 33   | 31   | 27   | 20   | 38    |
| Précipitations (mm)               | 80   | 80   | 70   | 70    | 80  | 90   | 70   | 100  | 90   | 80   | 90   | 100  | 1 000 |

Le second tableau qui a été établi au même endroit avant 1986
montre des températures plus fraîches de l'ordre de 1 K comparées au premier tableau et donc tend à montrer un phénomène de réchauffement climatique.

### La vallée de la Romanche
La partie basse de la vallée de la Romanche, de Vizille à Rochetaillée, ne voit que très peu le soleil en hiver. Entourée de massifs abrupts frôlant les 3 000 mètres d'altitude et orientée parallèlement à la vallée du Grésivaudan, elle est protégée des vents de nord et de sud.

### Le bassin grenoblois
Avec ses trois vallées ouvertes dans trois direction différentes, appelées Y grenoblois, le régime des vents y est particulier :
- La cluse de Voreppe laisse passer le vent de nord-ouest plus ou moins frais ou froid suivant la saison. À l'arrière des perturbations, ce vent dégage souvent le ciel. De cette direction également, souffle la brise de vallée qui rafraichit la ville durant les après-midi de beau temps.
- Au contraire les vallées qui convergent au sud de Grenoble canalisent le vent de sud qui perd de l'altitude après son passage sur les Préalpes méridionales et devient le foehn. Soufflant souvent à l'avant des perturbations, c'est un vent tiède qui annonce la pluie, ce vent commence au sud de l'agglomération (Vizille, vallée de la Gresse), atteint Grenoble puis s'étend vers le nord-est (Grésivaudan) ou le nord-ouest (cluse de Voreppe).

## Mésoclimats
Il existe plusieurs zones de mésoclimats en Isère, essentiellement liées à la disposition du relief et au type de la roche.
- Mésoclimat de la trouée de Colombe
- Mésoclimat de la cluse de Voreppe

Ce phénomène, appelé phénomène de canon à neige par Météo France Isère, est le résultat d'une mini-dépression créée par l'engouffrement du vent entre le Vercors et la Chartreuse par vent de nord ou de nord-ouest et ciel nuageux. Il se met alors à neiger de la gare de péage de Voreppe jusqu'au centre-ville de Grenoble. Certaines années, on a observé une épaisseur de 10 cm de neige à Saint-Martin-le-Vinoux, contre 0 cm à Meylan à la même altitude.
- Mésoclimat du mont Saint-Eynard

Les contreforts sud du Saint-Eynard jouissent d'un climat privilégié du fait de l'exposition et du calcaire. De 1 000 à 1 300 mètres d'altitude, les sapins sont épars, alors qu'à cette altitude ils devraient dominer la forêt. Plus bas, entre 500 m et 700 m, on trouve même des espèces méditerranéennes, éloignées de leur zone habituelle d'implantation. Au pied du Saint-Eynard, dans les jardins, les lauriers-roses, espèce délicate souffrant à partir de −8 °C, passent l'hiver en pleine terre sans protection.

## Effet de fœhn
L'effet de fœhn en Isère se manifeste essentiellement pour deux directions de vent, celui de l'Ouest et celui du Sud, respectivement après leur passage sur le Massif central et sur les Préalpes du Sud.
- Fœhn causé par les Préalpes du Sud

Lorsque le vent du sud souffle, l'Isère est soumise à l'effet de fœhn. Ce département se situe en effet sur le versant situé au nord du col de la Croix-Haute. La température peut grimper rapidement dans ce cas, et on peut facilement passer de 0 °C à Grenoble à +15 °C en quelques heures. En hiver, la neige fond alors à une vitesse impressionnante, en particulier sur les versants sud des montagnes particulièrement bien exposés. En été, la chaleur nocturne peut atteindre les records français, comme le 23 juillet 2009 (température nocturne de 32 °C à Vizille). Ce phénomène existe sur tout le département mais est particulièrement marqué dans la région de Grenoble.
- Fœhn causé par le Massif central

Lorsque le vent de l'ouest souffle, la bordure ouest de l'Isère (vallée du Rhône) est protégée en partie des précipitations par le Massif central. La relative faible hauteur des précipitations en particulier dans la ville de Sablons témoigne de sa situation sous le vent par rapport au Massif central.

## Phénomène d'inversion de température
Lors de situations anticycloniques en hiver, on observe en Isère le phénomène d'inversion de température. Ces jours-là, il fait plus froid à basse altitude qu'à haute altitude. Généralement le phénomène est accompagné d'une mer de nuages à l'altitude variable, souvent vers 1 000 m.

## Évènements météo remarquables
- Petit âge glaciaire : les glaciers alpins progressent ; le Rhône est suffisamment gelé pour pouvoir le traverser à pied.
- 8 au 13 décembre 1990, des chutes de neige remarquables touchent la région pendant plusieurs jours, près de 75 cm à l'aéroport de Grenoble-Alpes-Isère et en Nord-Isère, 40 cm à Saint-Martin-d'Hères, 67 cm à Voiron et parfois plus de 1 m dans les terres froides. Autoroutes fermées, lignes de chemin de fer coupées.
- Au cours d'un hiver pendant les années 1990, une différence de température considérable est enregistrée entre l'aéroport de Grenoble et la ville même, distante de quelques dizaines de kilomètres. Alors qu'il faisait −6 °C à Grenoble sous la neige, il faisait +4 °C à l'aéroport. Cet évènement est alors mentionné sur la radio France Info dans la rubrique Météo. Cette situation, temporaire, résulte de l'arrivée d'une perturbation atlantique par l'ouest et de la résistance du froid dans le fond des vallées alpines.

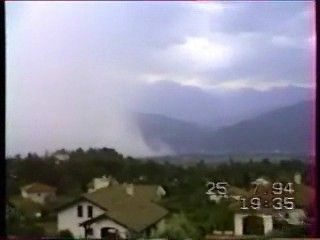
Trombe d'eau s'abattant sur la ville de Domène, le 25 juillet 1994

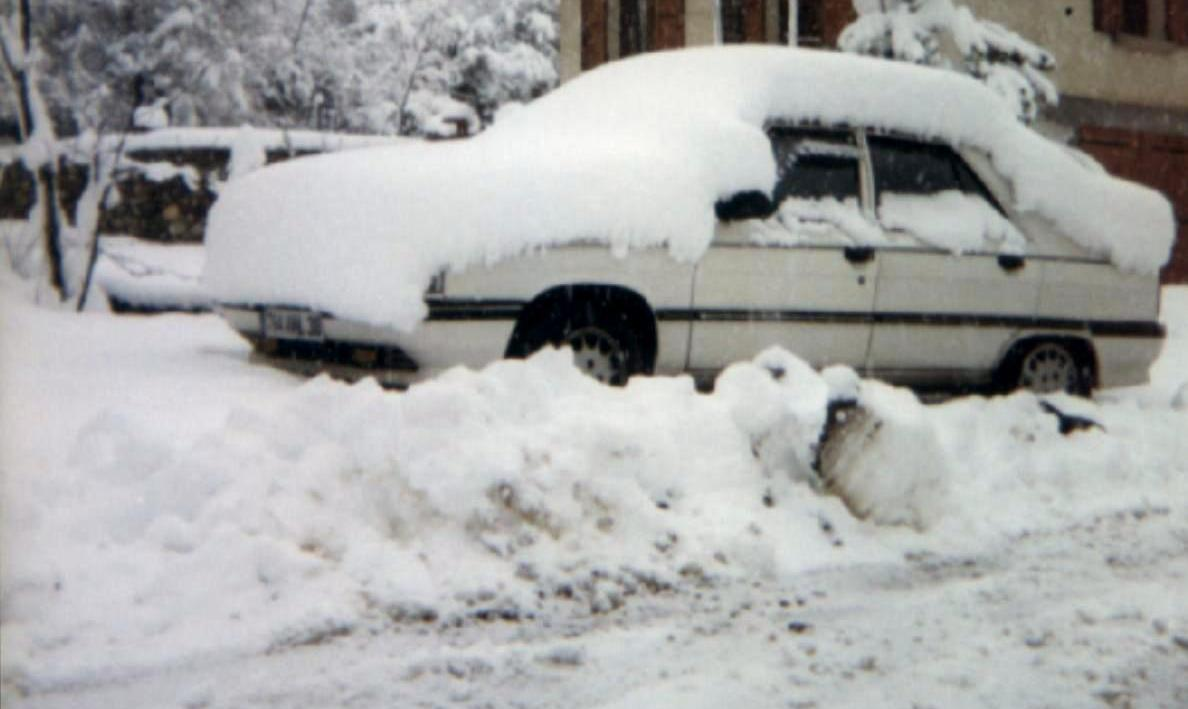
Neige dans le Trièves, le 19 avril 1999

- Orage en vallée du Grésivaudan le 25 juillet 1994 : plusieurs caves sont inondées dans la ville de Domène.
- Mi-avril 1999 : une importante chute de neige touche le sud du département : du Trièves à Grenoble, la couche est importante. 15 cm est relevé à Saint-Martin-d'Hères. Les cerisiers en fleurs sont sous la neige.
- 8 décembre 2000, il fait 21,5 °C à 1 heure du matin à Grenoble le Versoud.
- 6 juin 2002 un orage stationnaire particulièrement intense déverse 200 mm d'eau en très peu de temps dans la Valdaine. Les dégâts sont très importants et une victime est a déplorer à Saint-Geoire-en-Valdaine, village le plus touché.[réf. nécessaire]
- Canicule de 2003 : comme la plupart des départements de France, l'Isère a subi de plein fouet la canicule de l'été 2003. La chaleur s'installe durablement dès la fin du mois de mai, et les températures atteignent des niveaux exceptionnels durant le mois de juin. Par exemple, 36,5 °C sont enregistré le 22 juin à Grenoble le Versoud et jusqu'à 39 °C à Luzinay. La moyenne des températures maximales de ce mois est de 32,3 °C au Versoud, ce qui correspond à un excédent d'environ 9 °C par rapport à la normale. Du 3 au 13 août, les températures maximales sont souvent comprises entre 36 et 40 °C et 41,6 °C sont relevé à Sablons. La chaleur devient plus modérée par la suite, et les dégradations orageuses deviennent parfois très violentes.

Un incendie s'est notamment déclaré sur le Néron, en Chartreuse. Il a duré plusieurs semaines.
Dans les massifs préalpins, en Chartreuse notamment, les arbres, sur certaines zones, ont perdu leurs couleurs vertes. Les endroits particulièrement exposés se situent au niveau des sangles, ces petits couloirs de verdure au milieu des falaises. Quelques années plus tard, les stigmates de la canicule sont encore visibles sur certains endroits de Chartreuse et notamment sur l'aiguille de Chalais au-dessus de Voreppe, où certains arbres n'ont pas survécu.
Les photos du Géoportail de Chartreuse, prises en 2003, permettent de repérer facilement ces zones asséchées.
- Le 16 et 17 avril 2005 , une partie de l'Isère, est touché par un épisode neigeux exceptionnel pour la saison, parfois jusqu'à plus de 20 cm en plaine et 40 cm à 600 m d'altitude.
- Le 30 décembre 2005, l'amplitude thermique est très élevée (environ 20 °C) en Isère, glacial le matin (−21 °C sur le plateau Matheysin à 900 mètres d'altitude) et pluie verglaçante en soirée. Après une matinée très froide mais ensoleillée, le vent de Sud se lève et une pluie verglaçante tombe en soirée en plaine et en moyenne montagne. On observe alors une température maximale vers minuit de −1 °C sur le plateau Matheysin (alors qu'il y faisait −21 °C quelques heures avant) et 4 °C à Grenoble!
- Juillet 2006 : Il fait très chaud tout au long du mois, même si les températures n'atteindront pas des niveaux exceptionnels. En revanche le mois d'août 2006 est très frais.
- 14 juillet 2006 : important orage créant ainsi en une dizaine de minutes six coulées de boue dans la vallée de la Romanche sur la commune de Livet-et-Gavet coupant la route départementale à plusieurs reprises et une coulée a fini dans une habitation
- Neige de printemps en mars 2007 : après un hiver particulièrement doux, le froid et surtout la neige font leur apparition en Isère. En plaine, la station automatique de Grenoble Saint-Geoirs dénombre 5 jours consécutifs avec neige, du 19 au 24 mars.
- nuit du 3 au 4 octobre 2008 : chutes de neige extrêmement précoces en montagne, à partir de 700 m. Ces chutes sont faibles (moins de 5 cm), mais arrivent très tot dans la saison, deux semaines seulement après la fin de l'été).
- 29 octobre 2008 : chutes de neige abondantes jusqu'en moyenne montagne. On relève 30 cm à 1 500 m, à 20 cm à 1 000 m, localement 5 cm vers 400 m. Ces chutes de neige sont à la fois abondantes et très précoces car des flocons sont observés à 300–400 m d'altitude.
- 23 juillet 2009 : à la suite d'un effet de foehn exceptionnel par vent de Sud, cette nuit-là, la température ne descend pas en dessous de 31 °C à Saint-Martin-d'Hères, et 32 °C à Vizille, soit la nuit la plus chaude jamais enregistrée en France métropolitaine[8]. Météo-France retient une minimale de 26,5 °C sur sa station officielle du Versoud, des orages en fin d'après-midi ayant fait baisser la température sur 24 heures[9]...

- 8 janvier 2010 : k'arrivée d'air froid, voire glacial, par le Nord-Est de l'Europe crée une perturbation très active en Méditerranée. Cette dernière remonte jusqu'en Isère dans une atmosphère très froide et provoque des chutes de neige extrêmement abondantes sur tout le département tout au long de la journée. Deux jours plus tard, on relève plus de 30 cm à Grenoble, 45 cm à Vif (300 m), et jusqu'à 60 cm sur le plateau matheysin (1 000 m).
- 28 octobre 2012 : Une goutte froide d'altitude très puissante descend du pôle Nord directement sur la France. Elle entraîne un épisode hivernal précoce sur la majorité des régions françaises. À Grenoble, des chutes de neige exceptionnelles (35 cm) se produisent à l'ouest de la ville, en raison de l'effet "canon à neige" cité plus haut. Ces chutes de neige paralysent la circulation toute la journée de dimanche. Elles contrastent fortement avec la grande douceur des jours précédents (22 °C à Vizille).

## Comparaison avec d'autres lieux

### Points communs avec d'autres lieux
- Munich ou le Pays basque : le fœhn qui souffle à travers les Alpes ou les Pyrénées provoque à Munich ou au Pays basque des réchauffements importants en quelques heures comme en Isère.
- Strasbourg : un matin de janvier en plaine alpine est aussi froid qu'à Strasbourg (−1,3 °C à Grenoble et −1,0 °C à Strasbourg), l'après-midi y est par contre plus doux (6,2 °C à Grenoble et 4,2 °C à Strasbourg).
- Toulouse : un après-midi de juillet est aussi chaud à Grenoble qu'à Toulouse (27,9 °C à Grenoble et 27,6 °C à Toulouse), les matinées sont par contre légèrement plus fraiches à Grenoble (14,6 °C) qu'à Toulouse (15,2 °C).
- Toulouse : le nombre d'heures d'ensoleillement relevées à Saint-Geoirs est similaire à celui de la ville rose (environ 2 030 heures).
- France : La température moyenne annuelle à Grenoble à 212 m d'altitude est de 11,7 °C, voisine de la température moyenne annuelle française en plaine (11,5 °C), voisine de température moyenne annuelle de Nantes (11,9 °C), Cahors (11,7 °C), Lyon (11,4 °C) et Valence (12,1 °C).
- Göteborg : Villard-de-Lans à 1 050 m d'altitude a une température moyenne annuelle de 7,1 °C voisine de celle de Göteborg (7,4 °C) dans le Sud de la Suède.
- Stockholm : Besse-en-Oisans à 1 470 m d'altitude a une température moyenne annuelle de 5,9 °C égale à celle de Stockholm (5,9 °C) au centre de la Suède.

### Différences avec les départements voisins
- Départements alpins des Savoie et des Hautes-Alpes : fort logiquement, le climat est de plus en plus doux et ensoleillé en allant du nord vers le sud. À altitude équivalente, les Savoie sont plus froides que l'Isère, les Hautes-Alpes plus ensoleillées, moins froides et moins enneigées.
- Départements du Rhône et de la Drôme : du fait des montagnes, les pluies sont plus abondantes et plus régulières en Isère que dans les départements de la vallée du Rhône.
- L'Isère est à la limite du domaine où le volume des pluies d'été (236,7 mm à Grenoble) est plus faible que celui des pluies d'hiver (244,6 mm à Grenoble), trait du climat qui reflète l'influence méditerranéenne. Les départements plus méridionaux (Drôme, Hautes Alpes et Alpes de Haute Provence) voient cet aspect s'accentuer, les départements plus au nord (Savoie, Haute-Savoie et Ain) voient ce caractère décliner avec des pluies d'été qui prennent le pas sur les pluies d'hiver.

## Effets d'un réchauffement climatique en Isère
En se basant sur l'hypothèse d'une hausse de 3 °C de la température moyenne en Isère, on pourrait observer les conséquences suivantes (sur la base d'un gradient thermique vertical de 1 °C/150 m) :
- Le niveau des neiges éternelles augmenterait à 3 150 m face nord et à 3 450 m face sud. Ainsi les glaciers des massifs de Belledonne, du Taillefer et du Dévoluy devraient disparaître. On ne verrait des glaciers plus que dans le massif des Grandes Rousses et celui des Écrins. D'autre part, avec une altitude d'accumulation franche passant à 4 250 mètres, il n'y aurait plus en Isère de glaciers à zone d'accumulation franche ;
- Les montagnes situées en dessous de 800 voire 1 000 mètres d'altitude seraient pratiquement privées de neige en hiver ;
- Dans l'hypothèse où des étés semblables à celui de la canicule de 2003 se rencontreraient deux à trois fois par décennie, les paysages des Préalpes pourraient changer. D'une part, le risque de feu de forêt, aujourd'hui limité à certaines zones exposées au sud, comme la forêt du Saint-Eynard à Saint-Ismier, s'étendrait à des surfaces plus importantes. D'autre part, la sécheresse provoquerait la mort de certains arbres, en particulier de ceux qui poussent sur les barres rocheuses ;
- Les incendies se multiplieraient ;
- Certaines années, les tempêtes et orages seraient nombreux en automne et au printemps créant ainsi de graves inondations dans les plaines et vallées.